# Episodi di Californication (terza stagione)
La terza stagione di Californication è andata in onda sul canale statunitense Showtime dal 27 settembre al 14 dicembre 2009. In Italia la terza stagione è uscita in DVD l'8 giugno 2011 mentre la messa in onda è avvenuta dal 1º marzo al 5 aprile 2012 su Italia 1 alle ore 00:30.
| nº | Titolo originale           | Titolo italiano         | Prima TV USA      | Prima TV Italia |
| -- | -------------------------- | ----------------------- | ----------------- | --------------- |
| 1  | Wish You Were Here         | Mi manchi               | 27 settembre 2009 | 1º marzo 2012   |
| 2  | The Land Of Rape And Honey | Terra di stupri e miele | 4 ottobre 2009    | 1º marzo 2012   |
| 3  | Verities & Balderdash      | Verità e sciocchezze    | 11 ottobre 2009   | 8 marzo 2012    |
| 4  | Zoso                       | Talenti sprecati        | 18 ottobre 2009   | 8 marzo 2012    |
| 5  | Slow Happy Boys            | Perdigiorno             | 25 ottobre 2009   | 15 marzo 2012   |
| 6  | Glass Houses               | Quarta parete           | 2 novembre 2009   | 15 marzo 2012   |
| 7  | So Here's The Thing...     | Così stanno le cose     | 9 novembre 2009   | 22 marzo 2012   |
| 8  | The Apartment              | L'appartamento          | 16 novembre 2009  | 22 marzo 2012   |
| 9  | Mr. Bad Example            | Il cattivo maestro      | 23 novembre 2009  | 29 marzo 2012   |
| 10 | Dogtown                    | Un inferno di città     | 30 novembre 2009  | 29 marzo 2012   |
| 11 | Comings & Goings           | Andirivieni             | 7 dicembre 2009   | 5 aprile 2012   |
| 12 | Mia Culpa                  | Mea culpa               | 14 dicembre 2009  | 5 aprile 2012   |

## Mi manchi
- Titolo originale: Wish You Were Here
- Diretto da: David Duchovny
- Scritto da: Tom Kapinos

### Trama
Hank, rimasto a Los Angeles con Becca dopo la partenza di Karen per New York, scopre che la figlia, assieme all'amica Chelsea, ha trovato e fumato l'erba che lui teneva nascosta in casa. Charlie, ora in lotta con l'ex moglie Marcy per la divisione dei beni a seguito del divorzio, ritorna a fare l'agente alle dipendenze di Sue Collini (Kathleen Turner), donna dal carattere forte, che lo sottopone a continue proposte sessuali. Hank viene invitato a cena a casa di Felicia Koons (Embeth Davidtz) e del marito Stacy (Peter Gallagher), i genitori di Chelsea. Durante la serata riesce a far ricadere nel vizio di bere Richard Bates (Jason Beghe), famoso scrittore ed ex-alcolista ed a litigare col padre di Chelsea, oltre a fare la conoscenza di Jill Robinson (Diane Farr), l'assistente di Bates. Nonostante l'esito disastroso della serata, Felicia propone a Hank di insegnare nella sua scuola. Tornato a casa, Hank conclude la giornata con una malinconica telefonata a Karen.

## Terra di stupri e miele
- Titolo originale: The Land Of Rape And Honey
- Diretto da: Bart Freundlich & David Von Ancken
- Scritto da: Tom Kapinos

### Trama
Hank ha qualche problema con il lavoro di insegnante. Balt, un suo studente, ha scritto un racconto omoerotico sui vampiri e quando gli chiede un parere e si sente rispondere che probabilmente la carriera di scrittore non è ciò che fa per lui, tenta di suicidarsi. La sua delusione è resa ancora più bruciante dal fatto che il ragazzo sembra essersi invaghito del suo professore. Nel frattempo Hank è messo a dura prova anche come padre, dato che Becca sembra intenzionata a non accettare alcuna regola dettata dal suo incorreggibile genitore. Continuano intanto i disperati tentativi di Charlie di riconquistare Marcy, che viene sorpresa dal marito mentre mette in scena un gioco di ruolo in cui finge di venire violentata dal suo nuovo amante di colore.

## Verità e sciocchezze
- Titolo originale: Verities & Balderdash
- Diretto da: David Von Ancken
- Scritto da: Gina Fattore

### Trama
Charlie riesce a convincere il cantante Rick Springfield a farsi rappresentare dalla sua agenzia. Questo risultato spinge Sue Collini (Kathleen Turner), il suo capo, a intensificare ulteriormente le avances nei confronti dell'agente, che, triste per non essere riuscito a persuadere Marcy a festeggiare con lui per il suo successo, finisce col cedere. I due vengono sorpresi insieme proprio da Marcy che, dopo un ripensamento, si era recata nell'ufficio del marito con una bottiglia di champagne.
Hank è costretto a partecipare controvoglia ad una cena di dipartimento a casa del rettore, Stacy (Peter Gallagher). Durante la serata finisce per flirtare con Jackie (Eva Amurri), una sua studentessa che si mantiene facendo la spogliarellista, a baciare Felicia (Embeth Davidtz), la moglie del rettore, e a fare sesso con Jill (Diane Farr), la sua assistente, dopo averla consolata per una delusione romantica. Intanto Becca e Chelsea, la figlia di Stacy e Felicia sperimentano gli effetti di un fungo allucinogeno nel cortile che circonda la casa.

## Talenti sprecati
- Titolo originale: Zoso
- Diretto da: Bart Freundlich
- Scritto da: Tom Kapinos

### Trama
Marcy e Charlie non riescono a vendere la loro casa, e nonostante in un primo momento ciascuno dei due attribuisca la colpa all'altro, il ricordare alcuni momenti passati insieme tra quelle mura sembra riavvicinarli un po'.
Hank è sempre più al centro delle fantasie di Felicia (Embeth Davidtz) e Jill (Diane Farr), che sembrano incapaci di sottrarsi al fascino ribelle che lo scrittore esercita. Hank e Charlie trascorrono una serata nel locale dove Jackie (Eva Amurri) si esibisce come spogliarellista. Dal momento che ha deciso di abbandonare il suo corso, Hank vuole convincerla a tornare, sostenendo che la ragazza è dotata di un certo talento letterario, oltre che di un corpo mozzafiato. È solo all'uscita dal locale, quando Hank viene malmenato per essere intervenuto nel tentativo di sottrarre la sua ex studentessa alle attenzioni troppo insistenti di alcuni ragazzi, che Jackie cede alle lusinghe del suo ex professore e, accompagnatolo nel suo appartamento per curargli le ferite, finisce per fare sesso con lui.
Rientrato a casa, incapace di prendere sonno senza l'aiuto dell'alcol, Hank videochiama Karen, l'unica capace di donare un po' di pace al suo spirito inquieto e tormentato.

## Perdigiorno
- Titolo originale: Slow Happy Boy
- Diretto da: David Von Ancken
- Scritto da: Tom Kapinos

### Trama
Hank accompagna all'aeroporto Becca, che va a New York a trovare Karen. Nel frattempo, proprio da New York, arriva Mike “Zloz” Zlozowski (Kevin Corrigan), amico di Moody fin dagli anni della scuola. I due si erano persi di vista e sembra che il loro rapporto non sia più quello un tempo. Il suo vecchio compagno dice di essere in fuga da un matrimonio finito da poco e di volersi dare alla pazza gioia in città, ma, dopo una notte di bagordi, trova il coraggio di confessare ad Hank che ha scoperto di essere malato e che la paura di dover affrontare la malattia è stata la vera causa del litigio con sua moglie. Hank lo riaccompagna all'aeroporto, dicendogli di essere sicuro che riuscirà a farcela, a patto di far pace con sua moglie. Lasciato l’amico, Hank accoglie Becca di ritorno da New York, ma ciò che porta un'inaspettata ventata di felicità sul volto di Hank è il fatto che Karen è tornata a Los Angeles assieme a lei.

## Quarta Parete
- Titolo originale: Glass Houses
- Diretto da: Michael Lehmann
- Scritto da: Gina Fattore

### Trama
Karen torna a Los Angeles per una breve visita e finisce anch’essa per scontrarsi ripetutamente con Becca, tanto da convincersi che forse sarebbe meglio per la figlia che tutta la famiglia si trasferisse a New York. Hank è propenso ad accettare la proposta, ma Becca è profondamente contraria perché non vorrebbe dover chiudere l'amicizia con Chelsea. Nel frattempo Marcy incontra l'idolo della sua adolescenza Rick Springfield e, con grande rammarico di Charlie, finisce a letto con lui.

## Così stanno le cose
- Titolo originale: So Here's The Thing...
- Diretto da: John Dahl
- Scritto da: Daisy Gardner

### Trama
Hank, speranzoso di recuperare totalmente il rapporto con Karen una volta che tutta la famiglia si sarà trasferita a New York, prova ad allontanarsi dalle sue conquiste dell'università cercando di interrompere le tre relazioni, ottenendo tuttavia scarsi risultati. Il rettore Koons (Peter Gallagher) sorprende Hank nel suo ufficio in atteggiamenti intimi con Jackie (Eva Amurri) mentre il professore tenta maldestramente di chiudere la relazione con la sua studentessa, il pranzo con Jill (Diane Farr), pensato per analogo scopo, non va esattamente come previsto, mentre la visita serale a casa di Felicia (Embeth Davidtz) ottiene l’esito opposto, con Hank che finisce a letto con la moglie del rettore per impedirle di buttarsi tra le braccia di un altro insegnante scrittore (Ken Marino). Tornato a casa, Hank ha poi un nuovo duro scontro con la figlia Becca. Nel frattempo, Charlie aiuta Sue (Kathleen Turner) a non perdere il suo più vecchio cliente (Peter Fonda).

## L'appartamento
- Titolo originale: The Apartment
- Diretto da: Adam Bernstein
- Scritto da: Tom Kapinos

### Trama
Con Karen di nuovo a New York, Hank ha qualche difficoltà a regolarsi e quando Jackie (Eva Amurri) si presenta a casa sua con due amiche spogliarelliste, l'esito della serata è scontato. I veri problemi però arrivano al mattino, poiché, in seguito alla folle nottata, i presenti non riescono a svegliare una delle ragazze, svenuta a causa delle svariate droghe assunte. Nel frattempo arrivano Charlie e Rick Springfield, che in un primo momento sembrano disposti ad aiutare Hank a cavarsi d'impaccio, ma finiranno con il peggiorare la situazione con il loro comportamento irresponsabile. Le cose si complicano ulteriormente quando prima Jill (Diane Farr) e poi Felicia (Embeth Davidtz) si presentano alla porta, pronte a dichiarare il loro amore ad Hank, con la seconda che ha addirittura deciso di lasciare suo marito. Ed è proprio il rettore Koons (Peter Gallagher) l'ennesimo ospite inatteso che compare a casa Moody, arrabbiato per il tradimento della moglie, ma anche ammirato dal fascino che Hank sembra esercitare sulle donne. Come coronamento di una situazione che non sembra poter essere più complicata, entrano in scena anche Becca e Chelsea, convinte di poter approfittare della casa che credevano vuota come rifugio per saltare la scuola. L'assurdità della situazione convince finalmente Becca a parlare con il padre e, rimasti soli, gli confida di non essere arrabbiata, ma delusa da come suo padre sembra trattare le donne e dal fatto che non sembra rendersi conto di quanto il suo comportamento ferisca le persone che gli vogliono bene.

## Il cattivo maestro
- Titolo originale: Mr. Bad Example
- Diretto da: John Dahl
- Scritto da: Gina Fattore & Matt Patterson

### Trama
A causa della relazione tra Hank e Felicia (Embeth Davidtz), Becca e Chelsea si picchiano mentre sono a scuola. La preside convoca i genitori delle ragazze nel suo ufficio per comunicargli la loro espulsione dall'istituto, e quando si trovano tutti e quattro nella stessa stanza, anche Karen viene a conoscenza del comportamento libertino di Hank e ovviamente si infuria con lui. Intanto Charlie e Rick Springfield litigano a causa della relazione che il cantante intrattiene con Marcy e dello scarso rispetto che dimostra nei confronti dell'agente, arrivando persino a costringerlo a procurargli della cocaina. Hank viene trattenuto dalla sicurezza del campus per essersi introdotto insieme a Charlie nell'alloggio di uno studente che spaccia cocaina, fino a quando Felicia non si occupa del suo rilascio. Karen accompagna Becca a casa dei Koons affinché le due ragazze possano fare pace.

## Un inferno di città
- Titolo originale: Dogtown
- Diretto da: Seith Mann
- Scritto da: Tom Kapinos & Gina Fattore

### Trama
Charlie viene licenziato da Sue (Kathleen Turner) in seguito alla sua lite con Rick Springfield. Hank lo convince a concedersi una serata di follie in giro per la città, durante la quale rubano da una libreria una prima edizione autografata del primo romanzo pubblicato da Hank e finiscono coinvolti in una rapina in un market. Il pericolo scampato per poco porta i due a riflettere sulle loro vite, che sembrano andare tristemente a rotoli da quando entrambi hanno perso l'amore delle rispettive compagne. Karen, Marcy e Becca escono a cena insieme per una serata tutta al femminile, durante la quale la schiettezza della ragazzina sembra portare le due donne a mettere in dubbio il loro allontanamento dagli amori passati. Hank rientra a casa il mattino seguente e mostra a Karen il tatuaggio che, ubriaco, si era fatto fare la notte prima, ovvero un'ancora con due nomi, "Karen" e "Becca", i due unici veri amori della sua vita. Karen prova sentimenti contrastanti, ma si offre di preparare la colazione ad Hank, che sembra non riuscire a credere di meritare tanta fortuna.

## Andirivieni
- Titolo originale: Comings & Goings
- Diretto da: David Von Ancken
- Scritto da: Gina Fattore & Daisy Gardner

### Trama
Charlie e Marcy ricevono finalmente un'offerta per la casa e, mentre ricordano i momenti più intensi trascorsi insieme tra quelle mura, finiscono per fare sesso in bagno, ma quando Charlie si appoggia al lavandino, questo cede facendolo dolorosamente rovinare a terra. Hank e Karen vengono invitati a pranzo a casa Koons, dove Felicia (Embeth Davidtz) ha riunito Jill (Diane Farr), Jackie (Eva Amurri) e, a sorpresa, Richard Bates (Jason Beghe), che si scopre essere il professore con cui Karen andava a letto ai tempi del college. Hank si ritrova così preso tra il fuoco incrociato delle donne con cui è stato nell'ultimo periodo e in preda alla gelosia per i complimenti che Karen rivolge senza sosta a Bates. La giornata culmina con l'arrivo di Stacy (Peter Gallagher) che, visibilmente ubriaco e indossando un'uniforme da ufficiale della Guerra di Secessione, sfida Hank a un duello con pistole d'epoca, per vendicarsi dell'offesa ricevuta. Il duello sfocerà in una scazzottata a tre fra Hank, Stacy e Richard. Una volta rientrati a casa, dopo essersi assicurati che la figlia trascorresse la notte a casa dell'amica, Hank e Karen fanno l'amore.

## Mea Culpa
- Titolo originale: Mia Culpa
- Diretto da: Stephen Hopkins
- Scritto da: Tom Kapinos

### Trama
Mia, di ritorno dal tour promozionale di "Scopate e Cazzotti", invita Hank e Karen a una serata in una libreria in occasione dell’uscita del libro in versione economica, durante la quale i due fanno la conoscenza di Paul Rider (James Frain), il viscido manager della ragazza, che si rivelerà essere anche il suo fidanzato. Durante la festa che segue la presentazione, Paul rivela a Hank di essere a conoscenza dell'origine del libro e parla della possibilità di sfruttare lo scandalo che seguirebbe inevitabilmente l'emergere della verità riguardo alla storia di Mia come pubblicità per rilanciare anche la sua carriera di scrittore. Nei giorni seguenti Hank non riesce a pensare ad altro che alle conseguenze che ciò avrebbe sulla sua vita familiare, mentre nel frattempo Becca gli rivela di aver perso la verginità con uno studente universitario conosciuto qualche sera prima. Quando lo scrittore si reca a casa di Mia per cercare di convincerla a mantenere il segreto, finisce col fare a pugni con Paul, che lo denuncia alla polizia. A Hank, rientrato a casa, non resta che dire la verità a Karen, visibilmente sconvolta dalla notizia, al punto da fuggire in strada. Quando Hank cerca di seguirla, arrivano due agenti di polizia che lo arrestano, mentre Karen cerca di fermare Becca, accorsa per abbracciare suo padre.